# Palazzo Biumi
Il palazzo Biumi, detto Broletto (in lombardo Broett) è situato nel centro storico di Varese, in piazza del Podestà, adiacente al palazzo Pretorio.

## Il palazzo
Il palazzo è ricordato dalle fonti storiche come esistente sin dal Trecento, quando la proprietà appare già legata al nome dei Biumi, famiglia della più antica nobiltà varesina, titolare dal Cinquecento del marchesato di Binasco e imparentatasi nei secoli con illustri casati, tra i quali spiccano i Litta, loro eredi, ma anche gli Abbiateforieri, i Daverio, i Sessa e i Castiglioni: la prima menzione del loro palazzo fa appunto riferimento all'ospitalità che il nobile Giovannino Biumi offrì all'Imperatore Sigismondo di Lussemburgo (1368-1437), di cui era consigliere, in occasione della sua visita al Ducato di Milano.
Nel 1590, per iniziativa dei coniugi Giovanni Pietro Biumi e Violante Abbiate Forieri, avvenne il primo  e più importante ampliamento del palazzo, con la realizzazione dell'ampio porticato ancor oggi esistente.
La facciata attuale risale invece ad un successivo ampliamento del secondo decennio del Seicento, sempre su commissione di Giovanni Pietro Biumi: essa mantiene ancor oggi i balconi originali in ferro battuto e anche il portale, che presenta teste leonine intagliate nella pietra, ispirate al progetto del campanile di San Vittore di Giuseppe Bernascone. Fu in occasione di questa seconda sistemazione che furono realizzati gli affreschi del piano nobile del palazzo, di cui oggi resta ben poco: sono emersi solo alcuni frammenti, fra cui il plausibile ritratto della marchesa Violante Abbiate Forieri. [collegamento mancante]
Lo splendore raggiunto dal palazzo rimase intatto sino al Settecento, quando subì il progressivo abbandono dei suoi proprietari: la situazione peggiorò ulteriormente quando la proprietà, estinto il ramo primogenito dei marchesi di Binasco, fu ereditata dai Litta, nobili milanesi, in virtù del matrimonio fra Agnese Biumi e Francesco Litta.
Nell'Ottocento, estinti anche i Litta Biumi, il palazzo subì una parziale demolizione e divenne in parte proprietà comunale, in parte di privati.

## Il broletto
Originariamente era un cortile di fattura cinquecentesca chiuso su tre lati e aperto sulla piazza Podestà.
Sulla superficie muraria dei lati maggiori si conservano ancora tracce sbiadite di una teoria di tondi affrescati raffiguranti uomini illustri. Venne chiuso all'inizio del 1600 con la costruzione di palazzo Biumi.
Nel corso dell'Ottocento fu demolito il lato ovest verso l'attuale via Veratti, e la facciata interna completamente rimaneggiata.
Passando dall'andito, si giunge al cortile interno (il “Broletto”): in questo luogo, fino a fine ottocento, si teneva il mercato delle granaglie.